# Disputatio de homine
Die Disputatio de homine, auf Deutsch Disputation über den Menschen, ist eine Disputation Martin Luthers aus dem Jahr 1536. Darin entfaltet Luther nicht nur grundlegend sein Menschenverständnis, sondern ordnet anhand dessen auch Theologie und Philosophie einander zu.

## Überlieferung
Von der Disputation liegt weder ein handschriftliches Original noch eine zeitgenössische Abschrift noch ein Einzeldruck vor. Die ältesten Überlieferungszeugen sind:
- die Sammlungen von Disputationsthesen, die „Wittenberger Propositionensammlung“ von 1558.[3]
- der zweite Band der Opera latina in der  ersten Auflage der Wittenberger Gesamtausgabe von 1546.
- der erste Band in der zweiten Auflage derselben Ausgabe von 1550.[4]
- der zweite Band in der zweiten Auflage derselben Ausgabe von 1551.
- der erste Band der lateinischen Reihe der Jenaer Gesamtausgabe von 1556.

## Datierung
Die Thesen lassen sich aufgrund eines Disputationsfragmentes genau auf den 14. Januar 1536 datieren.

## Thema und Aufbau
Thema der Disputation ist die Definition des Menschen im Widerstreit von Theologie und Philosophie. Entsprechend dem Thema gliedert die Disputation sich in zwei Teile, nämlich in die philosophische Definition, Th. 1–19, sowie die theologische Definition des Menschen, Th. 20–40. Dabei lassen sich beide Erörterungen wiederum im drei Abschnitte einteilen, nämlich in
- Th. 1–3: Einführung der philosophischen Definition des Menschen als Animal rationale.
- Th. 4–9: Das begrenzte Recht der philosophischen Definition.
- Th. 10–19: Kritik an der philosophischen Definition.

für die philosophische Definition und entsprechend für die theologische in:
- Th. 20–23: Einführung der Definition.
- Th. 24–31: Bestimmung des Rechts der theologischen Definition.
- Th. 32–40: Abgrenzung zur scholastisch-philosophischen Definition.